# Нарбонска Галија
Нарбонска Галија (лат. Gallia Narbonensis) је била римска провинција која се налазила на југу Француске. Раније је била позната као Gallia Transalpina (Трансалпинска или „прекоалпска“ Галија). Римљани су је звали Provincia Nostra ("наша провинција") или само Provincia ("провинција"). Тај назив је преживео и у модерном француском и крије се у имену регије Прованса. 
Нарбонска Галија се директно наслања на Италију. Била је важна због контроле прелаза између Италије и Шпаније, као и тампон у случају напада Гала из Галије. Нарбонска Галија је била привлачна и због контроле долине реке Роне, као и због контроле над Масалијом, данашњим Марсељем. Обухвата области Провансу и Лангдок.

## Историја
Ова област јужне Француске постала је римска провинција после 121. године п.н.е., под именом Gallia Transalpina. Ово име је требало да нагласи разлику између прекоалпске Галије и Галије с ове стране Алпа, Gallia Cisalpina, у данашњој северној Италији. 
Gallia Transalpina је касније преименована у Gallia Narbonensis, по главном граду те провинције, римској колонији, Narbo Martius (Нарбон), који је основан на јужној обали Француске око 118. године п.н.е..
Најпознатији и најочуванији споменици римске културе са подручја ове провинције су арене у градовима Ним (Nimes) и Арл (Arles). 